# Janina Kajtoch
Janina Kajtoch (ur. 6 sierpnia 1904 w Babicach koło Oświęcimia, zm. 28 lipca1986) – nauczycielka, społeczniczka, żołnierka Armii Krajowej ps. „Skała”, organizatorka i uczestniczka akcji pomocy więźniom KL Auschwitz.

## Życiorys
Była córką Franciszka i Pauliny Kajtoch (z domu Raicher). Miała sześcioro rodzeństwa – dwie siostry Stefanię i Helenę oraz czterech braci Henryka, Tadeusza, Stanisława i Eugeniusza. Janina ukończyła czteroklasową szkołę ludową w Babicach, a następnie gimnazjum w Chrzanowie. W 1925 ukończyła Żeńskie Seminarium Nauczycielskie im. Juliusza Słowackiego w Mysłowicach, otrzymując świadectwo dojrzałości i dyplom nauczycielski. Była członkinią Gromady Starszo-Harcerskiej im. Emilii Plater w Oświęcimiu. 
W 1925 rozpoczęła pracę w szkole we wsi Drutarnia. W latach 1927–1929 pracowała w Koszęcinie, a w latach 1929–1931 w Piekarach Śląskich. 
W 1931 podjęła pracę w szkole w Nowym Bieruniu. Była wspaniałą nauczycielką, praca zawodowa była jej pasją. Dbała o zachowanie polskich tradycji Śląska. Umacniała świadomość narodową mieszkańców, postawę służenia Ojczyźnie. Zajęła się też działalnością społeczną. W trudnym czasie kryzysu, bezrobocia i biedy założyła Towarzystwo Młodych Polek, dla którego, oprócz pracy kulturalno-oświatowej, organizowała dla dziewcząt praktyczne kursy prowadzenia gospodarstwa domowego, oszczędnego gospodarowania, kursy kroju i szycia, hodowli roślin i zwierząt. Ważnym wydarzeniem w Bieruniu Nowym były pochody pod Pomnik Poległych Powstańców. Na jednej z uroczystości przemówienie wygłosiła Młoda Polka.  Działalność Towarzystwa Młodych Polek było praktycznym przygotowaniem dziewcząt do prowadzenia własnych gospodarstw, ale także do przyszłego zawodu, jakby w przeczuciu nowych czasów, zapowiadających przyszłą rolę kobiety w świecie..
Podczas okupacji niemieckiej w czasie II wojny światowej Janina Kajtoch działała w ruchu oporu. Wstąpiła do Związku Walki Zbrojnej przekształconego później w Armię Krajową, przyjmując pseudonim „Skała”. Prowadziła tajne nauczanie dla dzieci z Babic i Oświęcimia. Po wysiedleniu z Babic w kwietniu 1941 wraz z rodzicami wyjechała do Grojca, gdzie zamieszkała u kuzynki Stefanii Lacheta. W jej domu kontynuowała potajemne lekcje. Brało w nich udział 14 dzieci z Grojca, Osieka i Czajek.
Była inicjatorką i organizatorką akcji niesienia pomocy więźniom KL Auschwitz pracującym poza obozem. Dostarczała im jedzenie, lekarstwa, odzież, umożliwiała kontakt z rodzinami, przesyłała grypsy i paczki. Wraz z Zygmuntem Urbańczykiem z Osieka i Walentym Chowańcem z Grojca pomagała w organizowaniu ucieczek. Dzięki ich zaangażowaniu 29 grudnia 1942 z obozu zbiegli: Jan Komski (w obozie Baraś), Bolesław Kuczbara, Mieczysław Januszewski oraz Niemiec Otto Küsel.  
W związku z tym, że Niemcy zaczęli poszukiwać nauczycielki, w noc sylwestrową z roku 1942 na 1943 Janina Kajtoch potajemnie wyjechała z ojcem do Generalnego Gubernatorstwa. 
Po zakończeniu wojny wróciła do szkoły w Bieruniu Nowym, gdzie uczyła do 1968. Była współorganizatorką dziecięcego zespołu pieśni i tańca oraz współautorką widowiska regionalnego „Wesele Pszczyńskie”, do którego stworzyła choreografię i skompletowała stroje ludowe. Zespół dziecięcy odniósł wiele sukcesów, a pieśni z „Wesela Pszczyńskiego” zostały nagrane przez Polskie Radio i zakupione przez UNESCO.
W 1960 spisała swoje wspomnienia z okresu  niemieckiej okupacji  w ramach konkursu ogłoszonego przez Związek Bojowników o Wolność i Demokrację oraz Państwowe Muzeum KL Auschwitz - Birkenau w Oświęcimiu, nadając im tytuł  „Znałam ludzi dobrej woli”. Praca ta zajęła jedno z pierwszych miejsc w konkursie. Relacja o tym jak ludzie dobrej woli, mieszkańcy ziemi oświęcimskiej, nieśli pomoc więźniom KL Auschwitz została opublikowana w roku 1962 w tomie "Kominy. Oświęcim 1940 - 1945", dzięki czemu jej współpracownicy oraz dzieci, które uczyła i ich rodzice dowiedzieli się jaką jest bohaterką.   
W 2022 roku, dzięki Adamowi Kajtochowi, bratankowi i wychowankowi Janiny Kajtoch, jego rodzinie oraz zaangażowaniu Marii Kramarczyk – członkini Zarządu Sekcji Emerytów i Rencistów Oddziału ZNP w Oświęcimiu ukazało się rodzinne wydanie wspomnień Janiny Kajtoch "Znałam ludzi dobrej woli".   

## Ordery i odznaczenia
- Krzyż Komandorski Orderu Odrodzenia Polski
- Krzyż Oficerski Orderu Odrodzenia Polski
- Medal Zwycięstwa i Wolności
- Złota Odznaka Zasłużonego w Rozwoju Województwa Katowickiego[14].